# Colombia, Huila
Colombia là một khu tự quản thuộc tỉnh Huila, Colombia. Thủ phủ của khu tự quản Colombia đóng tại Colombia Khu tự quản Colombia có diện tích 1538 ki lô mét vuông. Đến thời điểm ngày 28 tháng 5 năm 2005, khu tự quản Colombia có dân số 9336 người.